# Gran Premi del Japó del 2014

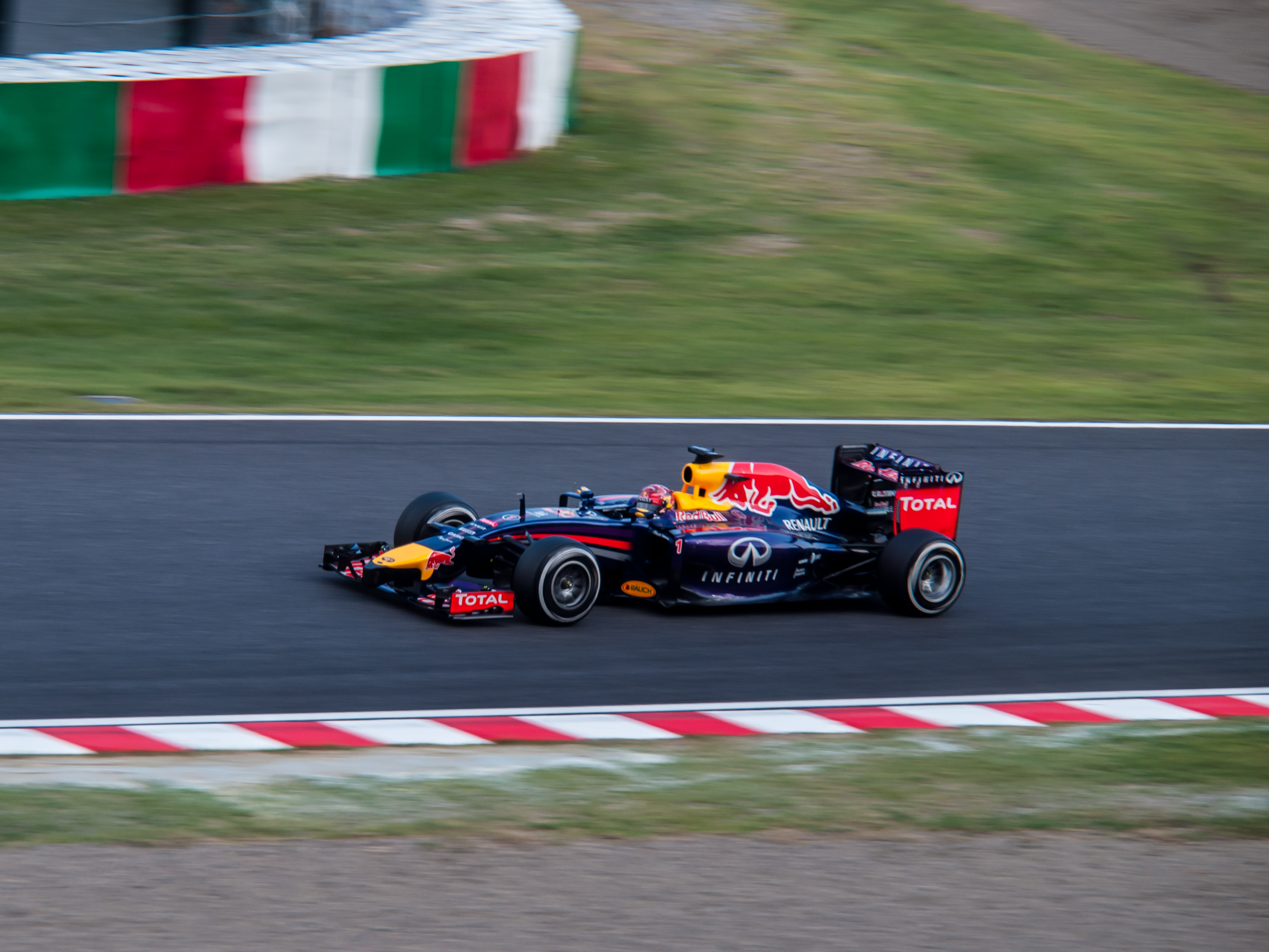
Sebastian Vettel, tercer al.final de la cursa.

El Gran Premi del Japó de Fórmula 1 de la temporada 2014 s'ha disputat al Circuit de Suzuka, del 3 al 5 d'octubre del 2014.

## Resultats de la qualificació
| Pos                  | No | Pilot             | Constructor          | Part 1   | Part 2   | Part 3   | Sortida |
| -------------------- | -- | ----------------- | -------------------- | -------- | -------- | -------- | ------- |
| 1                    | 6  | Nico Rosberg      | Mercedes             | 1:33.671 | 1:32.950 | 1:32.506 | 1       |
| 2                    | 44 | Lewis Hamilton    | Mercedes             | 1:33.611 | 1:32.982 | 1:32.703 | 2       |
| 3                    | 77 | Valtteri Bottas   | Williams-Mercedes    | 1:34.301 | 1:33.443 | 1:33.128 | 3       |
| 4                    | 19 | Felipe Massa      | Williams-Mercedes    | 1:34.483 | 1:33.551 | 1:33.527 | 4       |
| 5                    | 14 | Fernando Alonso   | Ferrari              | 1:34.497 | 1:33.675 | 1:33.740 | 5       |
| 6                    | 3  | Daniel Ricciardo  | Red Bull-Renault     | 1:35.593 | 1:34.466 | 1:34.075 | 6       |
| 7                    | 20 | Kevin Magnussen   | McLaren-Mercedes     | 1:34.930 | 1:34.229 | 1:34.242 | 7       |
| 8                    | 22 | Jenson Button     | McLaren-Mercedes     | 1:35.150 | 1:34.648 | 1:34.317 | 8       |
| 9                    | 1  | Sebastian Vettel  | Red Bull-Renault     | 1:35.517 | 1:34.784 | 1:34.432 | 9       |
| 10                   | 7  | Kimi Räikkönen    | Ferrari              | 1:34.984 | 1:34.771 | 1:34.548 | 10      |
| 11                   | 25 | Jean-Éric Vergne  | Toro Rosso-Renault   | 1:35.155 | 1:34.984 |          | 201     |
| 12                   | 11 | Sergio Pérez      | Force India-Mercedes | 1:35.439 | 1:35.089 |          | 11      |
| 13                   | 26 | Daniïl Kviat      | Toro Rosso-Renault   | 1:35.210 | 1:35.092 |          | 12      |
| 14                   | 27 | Nico Hülkenberg   | Force India-Mercedes | 1:35.000 | 1:35.099 |          | 13      |
| 15                   | 99 | Adrian Sutil      | Sauber-Ferrari       | 1:35.736 | 1:35.364 |          | 14      |
| 16                   | 21 | Esteban Gutiérrez | Sauber-Ferrari       | 1:35.308 | 1:35.681 |          | 15      |
| 17                   | 13 | Pastor Maldonado  | Lotus-Renault        | 1:35.917 |          |          | 221     |
| 18                   | 8  | Romain Grosjean   | Lotus-Renault        | 1:35.984 |          |          | 16      |
| 19                   | 9  | Marcus Ericsson   | Caterham-Renault     | 1:36.813 |          |          | 17      |
| 20                   | 17 | Jules Bianchi     | Marussia-Ferrari     | 1:36.943 |          |          | 18      |
| 21                   | 10 | Kamui Kobayashi   | Caterham-Renault     | 1:37.015 |          |          | 19      |
| 22                   | 4  | Max Chilton       | Marussia-Ferrari     | 1:37.481 |          |          | 21      |
| 107% temps: 1:40.163 |    |                   |                      |          |          |          |         |
| Font:                |    |                   |                      |          |          |          |         |

Notes:
- ^1  — Pastor Maldonado i Jean-Éric Vergne han estat penalitzats amb 10 posicions a la graella de sortida per haver superat el límit de canvis de motor en una temporada.[2][3]

## Resultats de la Cursa
| Pos   | No | Pilot             | Constructor          | Voltes | Temps / Retirada  | Pos.Sortida | Punts |
| ----- | -- | ----------------- | -------------------- | ------ | ----------------- | ----------- | ----- |
| 1     | 44 | Lewis Hamilton    | Mercedes             | 44     | 1h 51' 43. 021    | 2           | 25    |
| 2     | 6  | Nico Rosberg      | Mercedes             | 44     | + 9.180 s         | 1           | 18    |
| 3     | 1  | Sebastian Vettel  | Red Bull-Renault     | 44     | + 29.122 s        | 9           | 15    |
| 4     | 3  | Daniel Ricciardo  | Red Bull-Renault     | 44     | + 38.818 s        | 6           | 12    |
| 5     | 22 | Jenson Button     | McLaren-Mercedes     | 44     | + 1:07.550 min.   | 8           | 10    |
| 6     | 77 | Valtteri Bottas   | Williams-Mercedes    | 44     | + 1:53.773 min.   | 3           | 8     |
| 7     | 19 | Felipe Massa      | Williams-Mercedes    | 44     | + 1:55.126 min.   | 4           | 6     |
| 8     | 27 | Nico Hülkenberg   | Force India-Mercedes | 44     | + 1:55.948 min.   | 13          | 4     |
| 9     | 25 | Jean-Éric Vergne  | Toro Rosso-Renault   | 44     | + 2:07.638 min.   | 20          | 2     |
| 10    | 11 | Sergio Pérez      | Force India-Mercedes | 43     | + 1 Volta         | 11          | 1     |
| 11    | 26 | Daniïl Kviat      | Toro Rosso-Renault   | 43     | + 1 Volta         | 12          |       |
| 12    | 7  | Kimi Räikkönen    | Ferrari              | 43     | + 1 Volta         | 10          |       |
| 13    | 21 | Esteban Gutiérrez | Sauber-Ferrari       | 43     | + 1 Volta         | 15          |       |
| 14    | 20 | Kevin Magnussen   | McLaren-Mercedes     | 43     | + 1 Volta         | 7           |       |
| 15    | 8  | Romain Grosjean   | Lotus-Renault        | 43     | + 1 Volta         | 16          |       |
| 161   | 13 | Pastor Maldonado  | Lotus-Renault        | 43     | + 1 Volta         | 22          |       |
| 17    | 9  | Marcus Ericsson   | Caterham-Renault     | 43     | + 1 Volta         | 17          |       |
| 18    | 4  | Max Chilton       | Marussia-Ferrari     | 43     | + 1 Volta         | 21          |       |
| 19    | 10 | Kamui Kobayashi   | Caterham-Renault     | 43     | + 1 Volta         | 19          |       |
| 20    | 17 | Jules Bianchi     | Marussia-Ferrari     | 41     | Accident mortal2  | 18          |       |
| 21    | 99 | Adrian Sutil      | Sauber-Ferrari       | 40     | Accident          | 14          |       |
| Ret   | 14 | Fernando Alonso   | Ferrari              | 2      | Prob. Electrònics | 5           |       |
| Font: |    |                   |                      |        |                   |             |       |

Notes:
- ^1  — A Pastor Maldonado se li van afegir 20 segons al temps de cursa per superar la velocitat permesa al pit-lane.[4]
- ^2  — Jules Bianchi va morir el 17 de juliol del 2015 per les ferides rebudes a l'accident.